# Hjortmarka naturreservat
Hjortmarka är ett naturreservat i Alingsås kommun i Västra Götalands län.
Naturreservatet är beläget i direkt anslutning till Alingsås. Naturen närmast tätorten består mestadels av lövskogsklädda höjder. Den östra delen är mer vildmarksbetonad. Från friluftsgården Hjortgården utgår flera stigar och vandringsleder.
Naturreservatet bildades 2010 och är cirka 363 hektar stort. Naturvårdsförvaltare är Alingsås kommun.